# Degerfors (plaats)
Degerfors is een plaats in de gemeente Degerfors in het landschap Värmland en de provincie Örebro län in Zweden. De plaats heeft 7418 inwoners (2005) en een oppervlakte van 706 hectare.
Degerfors was net zoals zoveel plaatsen in de streek waarin het ligt een industriestadje. In de omgeving liggen een aantal grote ijzersmelterijen. Degerfors, oorspronkelijk 'Johannelund' genoemd, kon door zijn ligging in de nabijheid van deze industrie snel groeien.

## Verkeer en vervoer
Bij de plaats lopen de Länsväg 205 en Länsväg 243.
Degerfors heeft een station aan de spoorlijn Charlottenberg - Laxå, station Degerfors.

## Geboren
- Ralf Edström (1952), voetballer
- Ola Toivonen (1986), voetballer